# Виана Ребелу, Орасиу де Са
Ора́сиу Жозе́ де Са Виа́на Ребе́лу (порт. Horácio José de Sá Viana Rebelo, 12 ноября 1910, Лиссабон, Португалия — 28 января 1995, там же) — португальский государственный деятель и колониальный администратор, генерал-губернатор Анголы (1956—1959), министр обороны Португалии (1968—1973).

## Биография
Получил военное образование. В 1964 г. ему было присвоено звание генерала.
- 1944—1949 гг. — заместитель главнокомандующего, начальник штаба и член Центрального Совета Португальского легиона,
- 1950—1956 гг. — помощник министра обороны,
- 1956—1960 гг. — генерал-губернатор Анголы,
- 1960—1961 гг. — начальник курса в Институте перспективных военных исследований,
- 1963—1964 гг. — профессор Академии генерального штаба,
- 1964 г. — заместитель начальника генерального штаба,
- 1968—1973 гг. — министр национальной обороны,
- 1970—1972 гг. — одновременно министр армии Португалии.

В 1973 г. был уволен в запас.
В 1973—1974 гг. — президент Португальской Электрической компании. Избирался президентом Португальской промышленной ассоциации. В 1963—1964 гг. был президентом футбольного клуба «Спортинг».

## Награды
| Страна     | Дата                              | Награда                                             | Награда                                             | Литеры |
| ---------- | --------------------------------- | --------------------------------------------------- | --------------------------------------------------- | ------ |
| Португалия | 23 октября 1967 —                 | Кавалер Большого креста                             | Военного ордена Святого Бенедикта Ависского         | GCA    |
| Португалия | 22 мая 1967 — 23 октября 1967     | Гранд-офицер                                        | Военного ордена Святого Бенедикта Ависского         | GOA    |
| Португалия | 23 октября 1950 — 22 мая 1967     | Командор                                            | Военного ордена Святого Бенедикта Ависского         | ComA   |
| Португалия | 22 октября 1945 — 23 октября 1950 | Офицер                                              | Военного ордена Святого Бенедикта Ависского         | OA     |
| Португалия | 22 мая 1971 —                     | Кавалер Большого креста                             | ордена Христа                                       | GCC    |
| Португалия | 15 июня 1955 — 22 мая 1971        | Гранд-офицер                                        | ордена Христа                                       | GOC    |
| Португалия | —                                 | Золотая медаль «За выдающиеся заслуги»              | Золотая медаль «За выдающиеся заслуги»              | MOSD   |
| Испания    | —                                 | Большой Крест «За военные заслуги» белого дивизиона | Большой Крест «За военные заслуги» белого дивизиона |        |